# Тракија (тема)
Тема Тракија (грчки: θέμα Θρᾴκης или θέμα Θρᾳκῷον) је била византијска провинција (тема) у југоисточном Балкану која је обухватала делове истоимене историјске области. Постојала је у периоду од 680. године до 14. века.

## Историја
Сматра се да је тема Тракија основана око 680. године као одговор на претњу новонасељених Бугара. Овакво мишљење засновано је на помену одређеног Теодора, патрикија, управника Опсикије и ипостратега Тракије 680/1. године. Међутим, нејасно је да ли оваква титула подразумева постојање Тракије као посебне византијске провинције или је Тракија саставни део Опсикије. У првом случају би Теодор имао двоструку функцију. Одвојени стратези Тракије и Опсикије нису јасно потврђени у историјским изворима све до 742. године. Печати тракијских стратега појављују се тек у 8. веку. У почетку, Хадријанопољ је вероватно био седиште теме Тракије. Под царицом Ирином (крајем 8. века) из теме Тракије се издваја западни део који постаје тема Македонија. Од тада је средиште теме Тракије било у Аркадиополису. Стратегу је био подређен турмарх Бизије и Созопоља. Постојао је и турмарх Тракије који је вероватно био заменик стратега у Аркадиополису. Арапски хроничари Ибн Кордадбех (писао око 847) и Ибн ел Факих (писао око 903) забележили су да се тема Тракија простире од теме Македоније до Анастасијевих зидова. На северу се тема граничила са Првим бугарским царством. Око десет утврђења постојало је у Тракији у којима је било око 5000 војника. Границе теме мењале су се током Византијско-бугарских ратова. У почетку је тема обухватала већи део дотадашње дијецезе Тракије сем земља дуж Дунава којима су овладали Словени, а потом Бугари (Доња Мезија). Након освајања Крума (803-814), Омуртага (814-831) и Симеона (893-927), граница се помера ка југу отприлике до данашње бугарске границе са Грчком и Турском. Тако је, почетком 10. века Тракија обухватала половину данашње Источне Тракије иако се на северу простирала дуж обале Црног мора укључујући и Анхијал. Од 11. века Тракија и Македонија се спомињу увек заједно што потврђују бројни стратези и судије чија се надлежност простирала над обе теме. Тракија је као административна јединица престала да постоји у периоду владавине Палеолога.